# Jüdische Gemeinde Louvigny

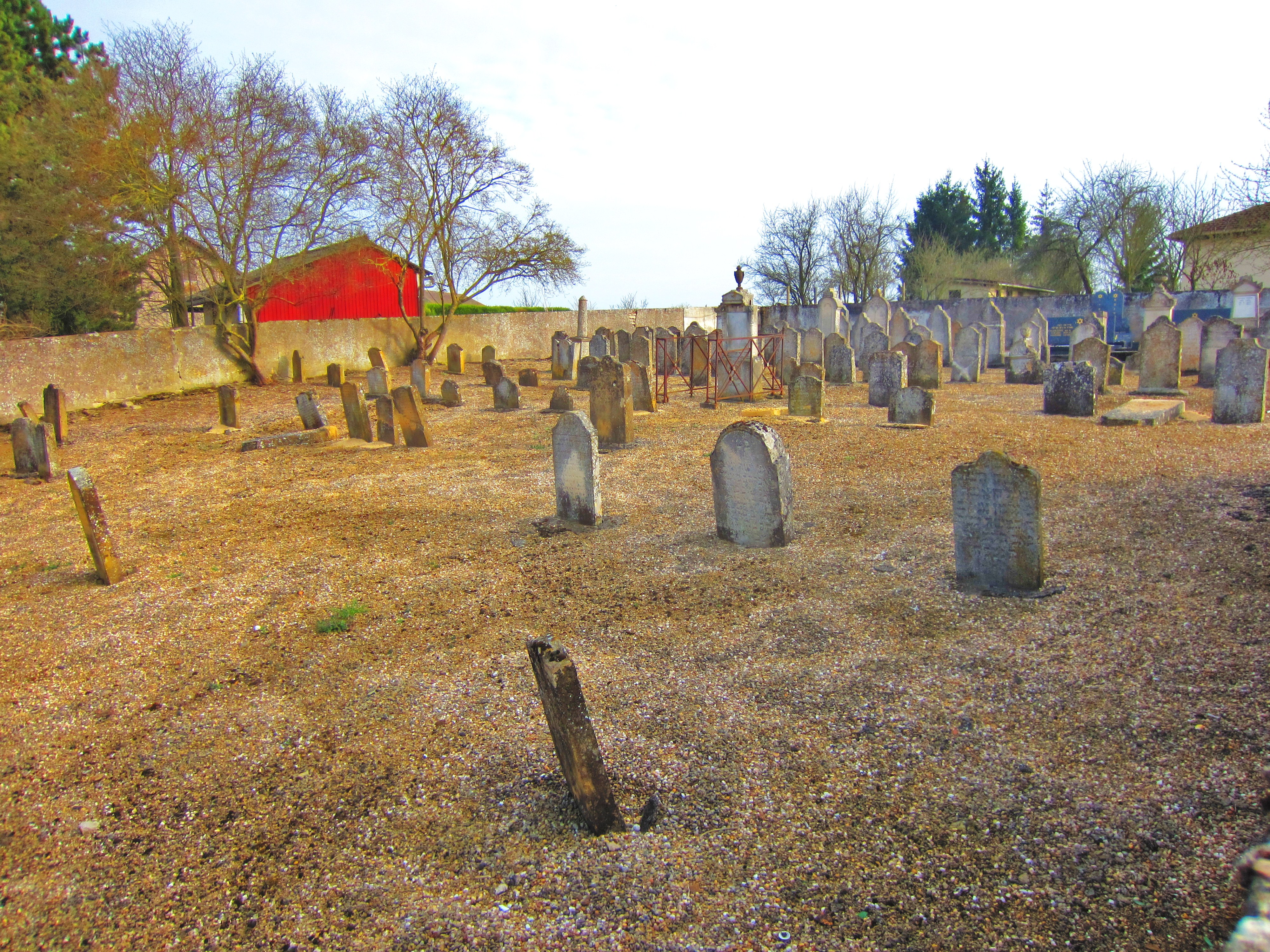
Jüdischer Friedhof in Louvigny

Eine Jüdische Gemeinde in Louvigny, einer französischen Gemeinde im Département Moselle in Lothringen, entstand spätestens im 18. Jahrhundert.

## Geschichte
Die jüdische Gemeinde Louvigny bestand 1789 bereits aus 20 Familien. Diese lebten vor allem vom Pferde- und Textilhandel. 1895 wurden 59 und 1931 nur noch 15 jüdische Bewohner gezählt, von denen nahezu alle deportiert und ermordet wurden. Die jüdische Gemeinde gehörte ab 1808 zum israelitischen Konsistorialbezirk Metz.
Die zwischen 1830 und 1840 erbaute Synagoge wurde bereits vor 1940 aufgegeben und abgerissen.

## Friedhof
Der jüdische Friedhof von Louvigny besitzt noch viele gut erhaltene Grabsteine (Mazevot).